# Central bank digital currency
Una central bank digital currency (in sigla: CBDC, in italiano valuta digitale della banca centrale) è una tipologia di valuta digitale emessa da una banca centrale anziché da una banca commerciale.
In particolare, la CBDC rappresenta un complemento delle forme di moneta delle banche centrali esistenti; in altri termini, si tratta di una forma digitalizzata della moneta già disponibile per gli operatori economici, quali imprese e famiglie.
Al marzo 2025, le banche centrali di 134 paesi, che rappresentano il 98% del PIL mondiale, avrebbero valutato in varie fasi il lancio di una valuta digitale nazionale, tra cui la BCE, il Regno Unito e gli Stati Uniti. Il Renminbi Digitale della Repubblica Popolare Cinese è stata la prima valuta digitale emessa da una grande economia. Sei banche centrali hanno lanciato un CBDC: la Banca centrale delle Bahamas (Sand Dollar), la Banca centrale dei Caraibi orientali (D-Cash), la Banca centrale della Nigeria (e-Naira), la Banca della Giamaica (JamDex), la Banca Popolare Cinese (renminbi digitale), la Reserve Bank of India (rupia digitale) e la Banca di Russia (rublo digitale). La Banca centrale del Brasile ha avviato i test di una moneta digitale brasiliana (Drex) dal marzo 2023. Nell'ottobre 2023 la BCE/Eurozona ha deciso di passare alla fase di preparazione per l'eventuale emissione di un euro digitale dopo una fase di studio di due anni.
I CBDC sono stati oggetto di numerose critiche, tra cui le preoccupazioni per la privacy e il potenziale utilizzo come “strumento di coercizione e controllo”. La loro implementazione potrebbe anche avere un effetto di spiazzamento sul settore privato, influenzando i bilanci bancari e i metodi di pagamento privati, rendendo necessarie politiche attentamente calibrate. 

## Rischi delle CBDC
Le valute digitali delle banche centrali (CBDC), pur presentate come strumenti di modernizzazione economica, comportano rischi significativi per la privacy, la libertà individuale e la stabilità finanziaria. Innanzitutto, l’eliminazione del contante in favore di una CBDC consentirebbe alle autorità centrali di tracciare ogni transazione in tempo reale, annullando l’anonimato delle operazioni economiche e esponendo i cittadini a una sorveglianza capillare: ogni acquisto, dal caffè al biglietto aereo, diventerebbe un dato accessibile alla banca centrale o al governo.
Inoltre, il denaro programmabile, una caratteristica tecnica di molte CBDC, permetterebbe di imporre restrizioni sui consumi – ad esempio vietando spese ritenute "non sostenibili" o stabilendo scadenze per l’uso dei fondi – trasformando il denaro in uno strumento di controllo sociale. Un ulteriore pericolo è rappresentato dai tassi di interesse modulabili su base individuale, che potrebbero penalizzare o premiare i cittadini in base alle loro abitudini finanziarie o al loro allineamento con politiche statali, aprendo la strada a sistemi di credito sociale simili a quello cinese.
La centralizzazione del sistema espone poi i conti a rischi di blocco o confisca da parte delle autorità, minando l’autonomia economica degli individui, mentre la dipendenza da infrastrutture digitali aumenta la vulnerabilità a cyberattacchi o guasti tecnici. Infine, le banche commerciali potrebbero subire una riduzione dei depositi, destabilizzando il sistema finanziario tradizionale.